# Kovács Gergely (politikus)
Kovács Gergely (Budapest, 1980. január 19. –) magyar grafikus, weboldalkészítő, a Magyar Kétfarkú Kutya Párt társelnöke, 2024-től Hegyvidék polgármestere.

## Életrajz
Egyetemista korában került Szegedre, első street art témájú munkái 2005-ben jelentek meg a városban. 2009-ben visszaköltözött Budapestre, s ekkor szervezett a 4K!-val együtt egy általános tüntetést, amelyen több száz fő vett részt, akik teljesen értelmetlen dolgok miatt demonstráltak.
2016. november 5-én Pécsen kilenc társával a négyszín-tétel szerint festették az elhanyagoltság következtében repedezett járdát, ami miatt a város közterületeit kezelő Biokom Nonprofit Kft. alkalmazottja rájuk hívta a helyi rendőröket, akik graffitizés gyanújával előállították őket.
Kovács Gergely 2017. február 17-én szerepelt az Echo TV Napi aktuális című műsorában, ahol az átpolitizált olimpiaellenes kampány volt a főtéma. A műsorban „elismerte”, hogy ő Soros György és Simicska Lajos szóvivője és a háttérhatalmak irányítják a Magyar Kétfarkú Kutya Pártot. Az adás aznap, február 17-én fölkerült az Echo TV YouTube-csatornájára, ahol napokon belül a legnézettebb videó lett.